# John Nash (architect)
John Nash (Londen, september 1752 – Isle of Wight, 13 mei 1835) was een Brits architect die furore maakte tijdens de periode die de Regency wordt genoemd. Deze periode (1811–1820) verwijst naar de tijd dat de latere koning George IV prins-regent was voor zijn vader, George III.
Na aanvang van zijn werkzaamheden in 1777, ging Nash in 1783 failliet. Hij trok zich terug in Wales, maar keerde terug naar Londen in 1796, nadat hij een samenwerkingsverband was aangegaan met landschapsarchitect Humphry Repton.

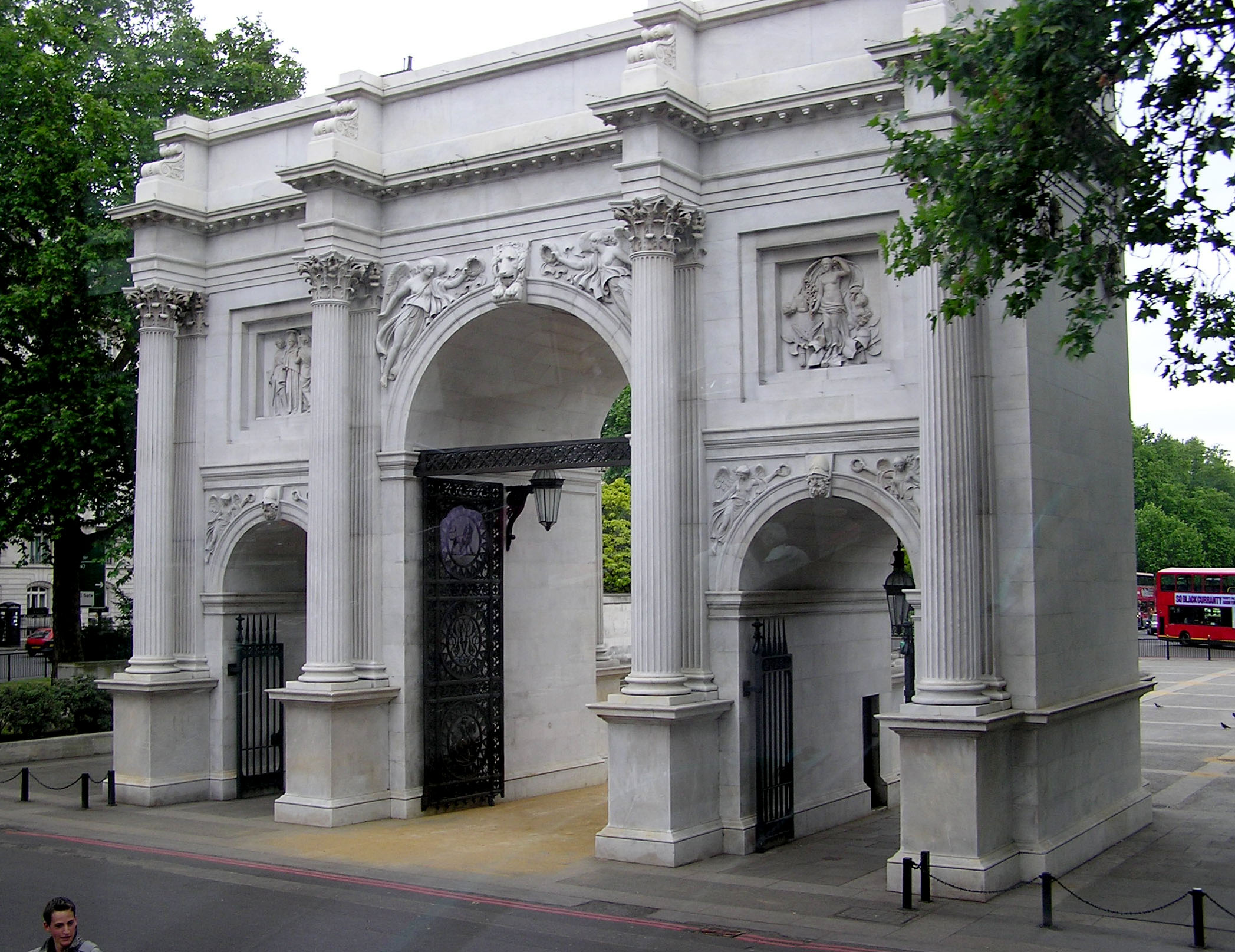
Marble Arch

In 1798 maakte Nash voor het eerst een ontwerp voor de prins, en na 1811 kreeg hij belangrijke opdrachten op het gebied van de stadsplanning van Londen. Verschillende namen van zijn plannen verwijzen ook naar de periode van het regentschap, zoals Regent’s Park en Regent Street. Hij liet de uitvoering van zijn plannen overigens vaak over aan andere architecten.
Nash heeft zich ook beziggehouden met de verbouwing van Buckingham House tot Buckingham Palace, wat overigens geen succes was. Delen ervan moesten weer worden afgebroken en opnieuw opgebouwd, en na 1830 werd er een andere architect op het werk gezet. Zijn overige werk in de stadsplanning was echter zeer succesvol. Het werk waar Nash zich mee bezighield betreft onder andere de triomfboog Marble Arch, het ontwerp van Trafalgar Square, het westelijke deel van de Strand, St. James's Park, het theater aan The Haymarket, Regent Street en, buiten Londen, het verbouwen van de Royal Pavilion in Brighton.
Er deden geruchten de ronde dat Nash' echtgenote een van de maîtresses van de prins zou zijn en dat hij de vader zou zijn van diverse kinderen in haar kinderschaar. Hoe dat ook zij, Nash werd zeker begunstigd in zijn werk en wist het in korte tijd tot grote rijkdom te brengen.
- Bibliothèque nationale de France: cb12293139p (data)
- Catàleg d'autoritats de noms i títols de Catalunya: 981058517339506706
- Gemeinsame Normdatei: 118785672
- International Standard Name Identifier: 0000 0000 8117 1821
- Library of Congress Control Number: n79045467
- Nationale Bibliotheek van Letland: 000079184
- Nationale Bibliotheek van Tsjechië: xx0001737
- Nationale Bibliotheek van Israël: 987007423914305171
- Nationale Bibliotheek van Polen: a0000003625333
- Nederlandse Thesaurus van Auteursnamen: 068656696
- RKD-Nederlands Instituut voor Kunstgeschiedenis: 58870
- Istituto Centrale per il Catalogo Unico: PMIV002509
- SNAC: w69k5gf0
- Système universitaire de documentation: 031779468
- Union List of Artist Names: 500014342
- Virtual International Authority File: 37712394
- WorldCat: E39PBJmTppdD7KwJjvdfBXDrMP